# Poul Richard Høj Jensen
Poul Richard Høj Jensen (Kopenhagen, 2 juni 1944) is een Deens zeiler.
Høj Jensen werd in 1976 en 1980 samen met Valdemar Bandolowski en Erik Hansen olympisch kampioen.
In 1989 en 2009 werd Høj Jensen wereldkampioen in de Draak.

## Wereldkampioenschappen
| Jaar | Plaats                       | Resultaten |
| ---- | ---------------------------- | ---------- |
| 1989 | Vlag van Verenigd Koninkrijk | draak      |
| 2009 | Medemblik                    | draak      |

## Olympische Zomerspelen
| Jaar | Plaats   | Resultaten          |
| ---- | -------- | ------------------- |
| 1968 | Acapulco | 16e Flying Dutchman |
| 1972 | Kiel     | 7e Draak            |
| 1976 | Kingston | Soling              |
| 1980 | Talinn   | Soling              |

1972: William Allen / William Bentsen / Harry Melges ·
1976: Valdemar Bandolowski / Erik Hansen / Poul Richard Høj Jensen ·
1980: Valdemar Bandolowski / Erik Hansen / Poul Richard Høj Jensen ·
1984: Roderick Davis / Robert Haines / Edward Trevelyan ·
1988: Thomas Flach / Bernd Jäkel / Jochen Schümann ·
1992: Jesper Bank / Steen Secher / Jesper Seier ·
1996: Thomas Flach / Bernd Jäkel / Jochen Schümann ·
2000: Jesper Bank / Henrik Blakskjær / Thomas Jacobsen